# Грибенинка
Грибенинка (укр. Грибенинка) — село в Староконстантиновском районе Хмельницкой области Украины.
Население по переписи 2001 года составляло 338 человек. Почтовый индекс — 31124. Телефонный код — 3854. Занимает площадь 1,217 км². Код КОАТУУ — 6824286402.

## Местный совет
31124, Хмельницкая обл., Староконстантиновский р-н, с. Пашковцы